# Krajinka
Krajinka je typ řeziva. Vzniká při podélném řezání kmene stromu. Příčný řez krajinkou je na jedné straně oblý. Na oblé straně je zachována kůra nebo její zbytky.